# Villosa arkansasensis
Espèce
Villosa arkansasensis est une espèce de moule d'eau douce, un mollusque bivalve aquatique de la famille des Unionidae. Elle est endémique de certaines rivières et cours d'eau des montagnes Ouachita, en Arkansas, et a un cycle de vie complexe avec des larves capables de parasiter des poissons.